# Dozwil
Dozwil ist eine politische Gemeinde und eine Ortschaft im Bezirk Arbon des Schweizer Kantons Thurgau.
Bis 2002 war Dozwil eine Einheitsgemeinde.

## Geographie
Das Dorf liegt im Oberthurgau auf dem Seerücken. Am Dorfrand findet man Aussichtspunkte, von denen man bei günstiger Witterung den ganzen Bodensee überblicken kann. Im Westen Dozwils befinden sich der Güttingerwald und im Osten der Romanshornerwald, beides lokale Erholungsgebiete. Die nächsten grossen Ortschaften sind Amriswil in 3 km Entfernung im Süden, und Romanshorn, 4 km entfernt, im Osten. Mit einer Fläche von 130,5 ha ist Dozwil die flachenmässig zweitkleinste Gemeinde im Kanton Thurgau. An der Kesswilerstrasse befindet sich das Gemeindezentrum.

## Geschichte

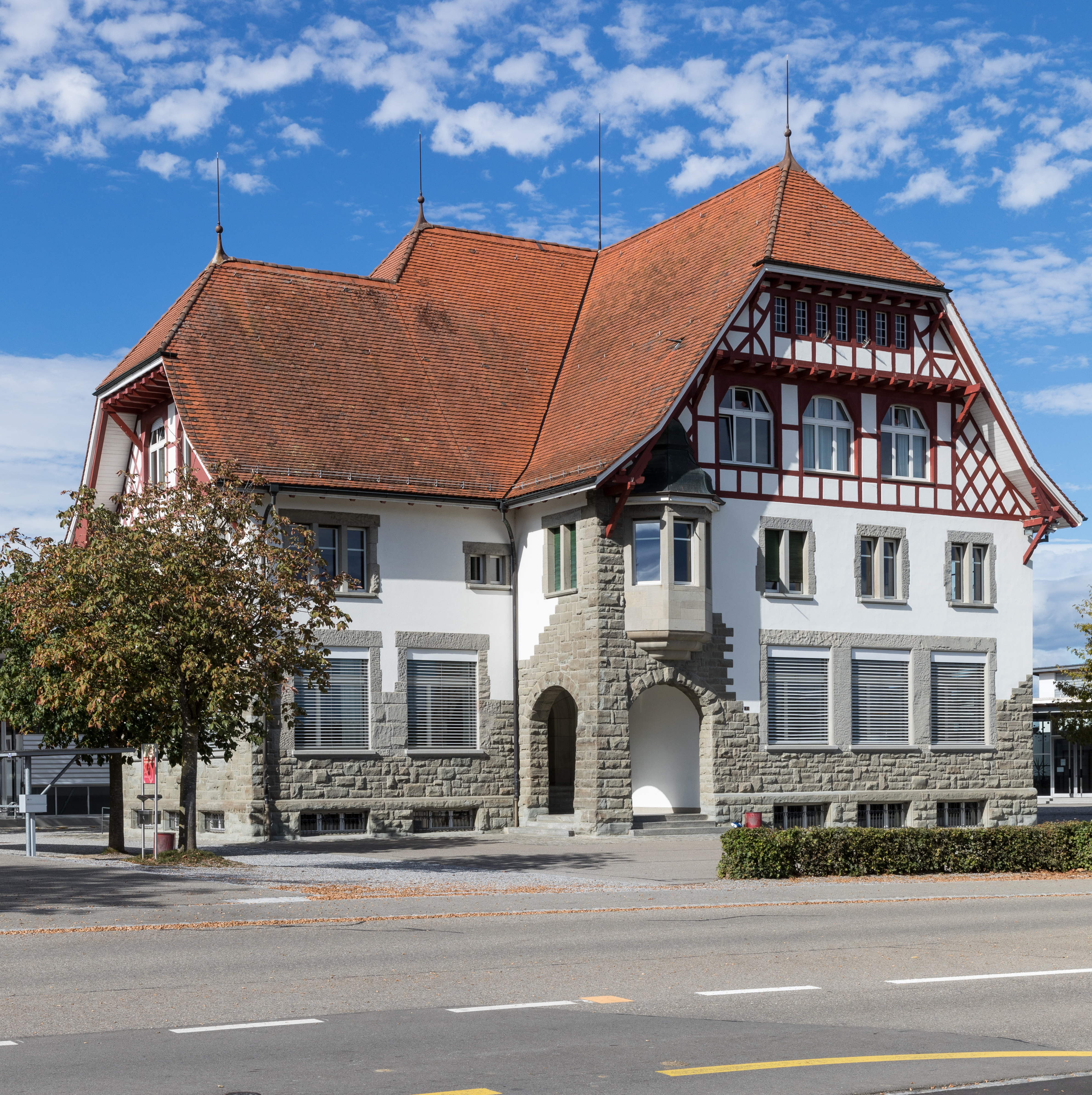
Sekundarschulhaus in Dozwil

Luftbild von Werner Friedli aus dem Jahr 1956

Dozwil wurde 1385 erstmals erwähnt als Dotzwile. Im Mittelalter war Dozwil bischöflich-konstanzisches Lehen. 1454 verlieh der St. Galler Abt die Gerichtsherrschaft Hans von An(d)wil. 1560 erwarben die Blarer von Wartensee das Niedergericht (Offnung), das der Abt 1671 an sich zog und vom Romanshorneramt verwaltete.
Dozwil gehörte zur Pfarrei Kesswil, die 1529 zur Reformation übertrat. Die wenigen Katholiken gehörten zu Sommeri. 1820 bis 1870 führte die Handweberei zu Wohlstand, worauf 1854 die Sekundarschule von Uttwil ins aufstrebende Dozwil verlegt wurde. Am Ende des 19. Jahrhunderts stagnierte die Wirtschaft. Im 20. Jahrhundert boten die Landwirtschaft (Obstbau), das Gewerbe, eine Wäschefabrik und später eine Schuhfabrik sowie die 1960 gegründete Lista Kunststofftechnik AG Verdienst. Lista Kunststofftechnik firmiert seit 2003 als EJOT Schweiz AG und beschäftigt im Jahr 2024 etwa 80 Angestellte. 2000 arbeitete gut die Hälfte der in Dozwil Erwerbstätigen im zweiten Sektor. Die von Paul Kuhn gegründete ausserkirchliche St. Michaelsvereinigung fand nach 1970 grossen Zustrom und prägt mit ihren Bauten das Dorfbild.
Ab 1816 bildete Dozwil eine Munizipalgemeinde, die sich territorial mit der Ortsgemeinde deckte, weshalb die beiden Gemeinden 1870 zur sogenannten Einheitsgemeinde vereinigt wurden. Um ihre politische Autonomie langfristig zu wahren, ist die Gemeinde seit einiger Zeit um neue Einwohner und den Ausbau der Infrastruktur bemüht. 1996 wurde eine neue Schulanlage eingeweiht.

## Wappen
Blasonierung: In Schwarz ein stehender gelber Hirsch.
Der Hirsch ist das Wappentier der Herren von Andwil, die Farben Gelb und Schwarz stammen vom Kloster St. Gallen.

## Bevölkerung
| Die zur Anzeige dieser Grafik verwendete Erweiterung wurde dauerhaft deaktiviert. Wir arbeiten aktuell daran, diese und weitere betroffene Grafiken auf ein neues Format umzustellen. (Mehr dazu) |

Die Bevölkerung ist seit 1980 stetig angestiegen. Vor 1960 war das Dorf vom Aussterben bedroht, die Bevölkerung hat damals drastisch abgenommen.
| Jahr      | 1649 | 1850 | 1900 | 1950 | 1980 | 2000 | 2010 | 2018 | 2023 |
| Einwohner | 113  | 299  | 343  | 344  | 366  | 492  | 640  | 695  | 723  |

Von den insgesamt 723 Einwohnern der Gemeinde Dozwil am 31. Dezember 2023 waren 142 bzw. 19,6 % ausländische Staatsbürger. 170 (23,5 %) waren evangelisch-reformiert und 177 (24,5 %) römisch-katholisch.

## Schulen
Dozwil hat eine eigene Primarschule sowie einen eigenen Kindergarten. 1995 wurde das Sekundarschulzentrum Dozwil-Kesswil-Uttwil eingeweiht. Ab dem Sekundarschulalter gehen rund 110 Schüler aus Dozwil, Kesswil und Uttwil hier zur Schule, es gibt pro Jahrgang zwei Klassen, verteilt auf die drei Schuljahre gibt es total sechs Klassen.

## Wirtschaft
Im Jahr 2016 bot Dozwil 188 Personen Arbeit (umgerechnet auf Vollzeitstellen). Davon waren 8,4 % in der Land- und Forstwirtschaft, 54,8 % in Industrie, Gewerbe und Bau sowie 36,8 % im Dienstleistungssektor tätig.

## Persönlichkeiten
- Ulrich Schoop (1830–1911), Kunstpädagoge und Kunstdidaktiker
- Paul Schoop (≈1858–1907), Elektrochemiker und Unternehmer
- Hermann Schoop (1875–1950), Germanist, Publizist
- Jonas Oswald, Swiss Domino Effect («Die Grössten Schweizer Talente»)